# As the Angels Reach the Beauty
As the Angels Reach the Beauty è il secondo album della band symphonic black metal italiana Graveworm, pubblicato nel 1999. L'illustrazione di copertina dell'album è opera dell'artista spagnolo Luis Royo.

## Tracce
1. A Dreaming Beauty – 7:18
2. Portrait of a Deadly Nightshade – 4:18
3. Ceremonial Requiem (strumentale) – 3:02
4. Nocturnal Hymns – 7:35
5. Behind the Curtain of Darkness – 4:54
6. Pandemonium (strumentale) – 2:05
7. Prophecies in Blood – 5:43
8. Into the Dust of Eden – 5:19
9. Graveyard of Angels (strumentale) – 2:04

## Formazione
- Stefan Fiori - voce
- Sabine Mair - tastiera
- Martin Innerbichler - batteria
- Stefan Unterpertinger - chitarra
- Didi Schraffel - basso